# Adressat (Soziale Arbeit)
Der Begriff Adressat wurde im Bereich der Sozialen Arbeit in den 1970er Jahren eingeführt, um der Kritik am Begriff „Klient“ zu begegnen, die sich insbesondere auf die eher unpersönliche Sichtweise des Begriffs „Kunde“ bezog. Er betont das „Zusammenspiel von Problemen und Möglichkeiten, von Stärken und Schwächen im sozialen Feld“ und zielt darauf ab, ein Handlungsrepertoire zu entwickeln, das „Vertrauen, Niedrigschwelligkeit, Zugangsmöglichkeiten“, gemeinsame Konstruktion von Hilfeentwürfen und ein im Vergleich zum Klientenbegriff höheres Maß an Zustimmung balanciert.

## Anerkennung des individuellen Willens in der Hilfeannahme
„Adressaten“ können Hilfe sowohl in freiwilligen als auch in erzwungenen Kontexten annehmen oder ablehnen. Der Begriff betont die „Eigensinnigkeit der Subjekte“ und die subjektive Aneignung von Hilfsangeboten. Daher ist es ein Konzept, das auf Beziehungen basiert und ständig neu angepasst werden muss, basierend auf fortlaufenden Gesprächen und Verhandlungen.

## Konstitution des Subjekts
Dieser Ansatz sieht die Bildung der persönlichen Identität als ein komplexes Konfliktfeld, in dem soziale Bindungen und individuelle Autonomie zusammenwirken. Im Mittelpunkt stehen dabei die „Lebensbewältigung“ und das „psychosoziale Streben nach Handlungsfähigkeit“.

## Kritik
Kritik an der Adressatenperspektive besteht darin, dass sie dazu neigen kann, eine „Kolonialisierung“ oder Fremdbestimmung durch Sozialarbeiter in den lebensweltlichen Bezügen der Adressaten zu erzeugen. Der Begriff tendiert dazu, Zielgruppen von außen zu definieren und konzentriert sich häufig darauf, diese Gruppen nach ihren Ressourcen und ihrem Wohlbefinden zu beurteilen oder ihnen aus klinischer Sicht Defizite zuzuschreiben, die kompensiert werden müssen.